# Ponte Velha de Vizela
A Ponte Velha de Vizela localiza-se na freguesia de Caldas de Vizela, município de Vizela, distrito de Braga, em Portugal.
Encontra-se classificada como Monumento Nacional desde 1910.

## História
Trata-se de uma antiga ponte romana.